# Thermosphaeroma
Genre
Thermosphaeroma est un genre de crustacés isopodes d'eau douce de la famille des Sphaeromatidae. La plupart de ces espèces sont inscrites sur la liste rouge de l'UICN.

## Liste d'espèces
Selon World Register of Marine Species (20 juillet 2023) :
- Thermosphaeroma cavicauda Bowman, 1985 - , Mexique
- Thermosphaeroma dugesi Dollfus, 1893 - , Mexique - espèce type
- Thermosphaeroma macrura Bowman, 1985 - , Mexique
- Thermosphaeroma mendozai Schotte, 2000 - , Mexique
- Thermosphaeroma milleri Bowman, 1981 - , Mexique
- Thermosphaeroma smithi Bowman, 1981 - , Mexique
- Thermosphaeroma subequalum Cole & Bane, 1978 - , Mexique, États-Unis
- Thermosphaeroma thermophilum Richardson, 1897 - , États-Unis

## Systématique
Le nom valide complet (avec auteur) de ce taxon est Thermosphaeroma Cole & Bane, 1978,.

## Publication originale
- (en) Gerald A. Cole et Carol A. Bane, « Thermosphaeroma subequalum, n. gen., n. sp. (crustacea: Isopoda) from Big Bend National Park, Texas », Hydrobiologia, Springer Science+Business Media, vol. 59, no 3,‎ juin 1978, p. 223-228 (ISSN 0018-8158 et 1573-5117, OCLC 231039046 et 1368147594, DOI 10.1007/BF00036501).